# Standbeeld van Gebu
Het Standbeeld van Gebu is een diorieten beeld van de hoge ambtenaar Gebu uit de 13e dynastie van het oude Egypte. Het werk maakt sinds 1890 onderdeel uit van de collectie van de Ny Carlsberg Glyptotek in Kopenhagen.

## Herkomst
Het beeld komt waarschijnlijk uit de tempel van Amon in Karnak. Het kwam terecht in de verzameling van Jean Baptiste Gabriel Raymond-Sabatier, consul van Frankrijk in Egypte, en werd in 1890 aangekocht voor de Glyptotek. Op de ontbrekende neus na is het werk in goede staat.

## Voorstelling
Gebu is zittend op de vloer uitgebeeld. Hij draagt een gladde pruik en een lang gewaad dat onder de borst geknoopt is. Zijn gezicht met een opvallend brede mond toont tekenen van ouderdom. Op zijn schoot is een inscriptie te zien met een offerformule waarin de god Amon genoemd wordt. Ook de naam van Gebu's vader, Renesseneb, is vermeld. Op de voet van het beeld staat nog een inscriptie waarin staat dat het een geschenk van de koning was, hoewel de naam van deze vorst niet genoemd wordt. 
Behalve de informatie die dit beeld oplevert, is er over Gebu niets bekend. Hij was hoge opzichter, een van de hoogste functies in het oude Egypte. Hij overzag onder andere de landbouw en veeteelt in het rijk. 
In de late 12e en 13e dynastie worden er niet alleen beelden van jeugdige mannen of vrouwen gemaakt, maar ook van personen op leeftijd, waarschijnlijk om wijsheid en autoriteit te benadrukken. Dit werd het eerst zichtbaar in koninklijke sculpturen, maar vond navolging in beelden van andere hoogwaardigheidsbekleders. Het gaat niet om portretten in de moderne zin, omdat er waarschijnlijk niet gestreefd werd naar een fysieke gelijkenis met de uitgebeelde persoon.